# L'Aiglon (statue)
Pour les articles homonymes, voir L'Aiglon et Aiglon.
L'Aiglon (Орлёнок, Orlionok) est une statue monumentale située à Tcheliabinsk en Russie. Elle se trouve dans le parc Aloé Polié de la ville et a été inaugurée le 29 octobre 1958, jour du quarantième anniversaire des komsomols. Elle est inscrite au patrimoine protégé d'importance fédérale.

## Auteurs
- Sculpteur: Lev Golovnitski
- Architecte: Evgueni Alexandrov

## Histoire
Ce monument est consacré aux jeunes communistes héros de la Révolution d'Octobre et de la guerre civile dans l'Oural. Il a été érigé sur les fonds des komsomols et de la jeunesse de la région de Tcheliabinsk. C'est la jeunesse de la région qui a proposé à l'origine une sculpture de chevalet bien connue de Golovnitski, intitulée L'Aiglon et présentée à des expositions (Moscou en 1957, Bruxelles en 1958 et Montréal en 1967). L'Aiglon fait référence à la chanson du même nom à propos d'un jeune héros de la guerre civile. Devenu une attraction artistique majeure de la ville, le monument a été inclus dans la liste des meilleures œuvres monumentales de la sculpture soviétique. Grâce à cette statue, Golovnitski reçoit en 1967 le prix Lénine du Komsomol. Ce monument était représenté sur l'insigne qui en 1967-1990 était décernée aux lauréats du prix régional du même nom.

## Description
Le personnage de bronze du monument, haut de 4 mètres, a été coulé à l'usine Monumentsculptura de Léningrad. Le piédestal est bordé de granit rouge poli de Jitomir. L'auteur a voulu convaincre en donnant un caractère fort à l'image de ce héros légendaire de la guerre civile. Le garçon, qui a les bras liés et les poignets liés derrière le dos, porte les choses d'un adulte : une toque de fourrure, une capuche, un long pardessus militaire jusqu'au bas des chevilles, des bottes exorbitantes. Cet uniforme guerrier constraste avec le corps adolescent et le visage encore enfantin du personnage, lui donnant un aspect héroïque. Contrairement aux versions précédentes, la silhouette sculpturale a été légèrement modifiée, devenant plus rythmée et élancée. La sculpture du visage de l'Aiglon a également changé. Il a l'air plus masculin et tendu intérieurement, tout en conservant les traits d'un personnage enfantin.
La position des bras et des jambes de la statue est développée d'une nouvelle manière: en particulier, la jambe gauche est plus ouverte, ce qui rendu le personnage plus stable. Dans le même temps, des plis plus nets sur le bas du pardessus renforcent l'impression du vent soufflant autour de l'Aiglon. Cela ajoute au caractère révolutionnaire et de musicalité de l'image du héros.
Le piédestal bas en granit donne l'impression d'une certaine sévérité et de sang-froid. Sur le piédestal, il y a une inscription: « Aux membres du Komsomol - héros de la révolution et de la guerre civile dans l'Oural. » En dessous, sur la face avant du piédestal, une faucille et un marteau sont sculptés.

## Rôle

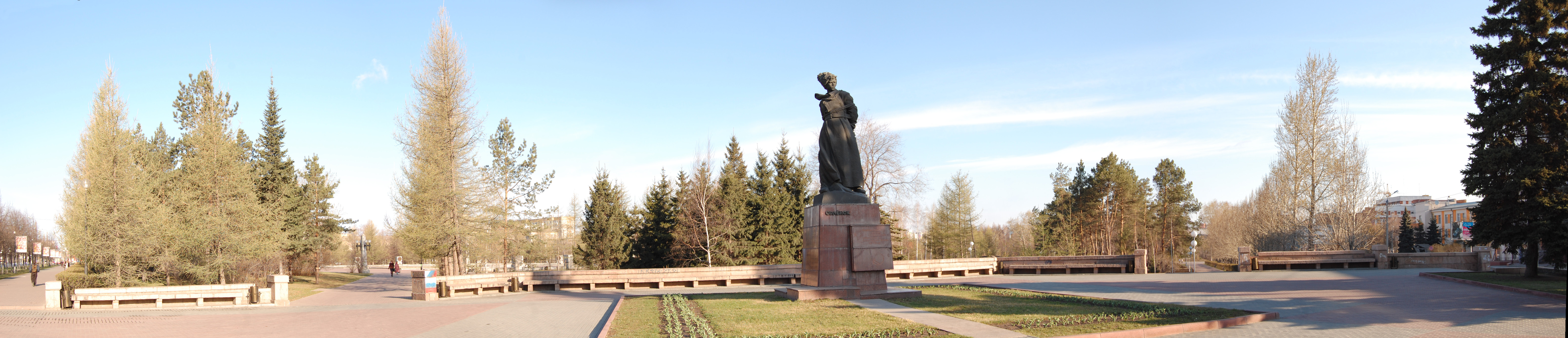
L'Aiglon dans le parc d'Aloé Polié.

Des réunions, meetings et assemblées de pionniers et de mouvements de jeunesse avaient lieu autour de la statue du temps de l'URSS. Dans les années 1980, des punks amaient s'y retrouver ; et dans les années 1990 des amateurs de rave, et au début du XXIe siècle, des rapers et des rockers. Depuis 2004, les sauveteurs de Tcheliabinsk prennent leur serment devant la statue.